# André Aaron Bilis
Pour les articles homonymes, voir Aaron et Bilis.
André Aaron Bilis (Odessa, 29 juillet 1893 - Porto, avril 1971) est un peintre, portraitiste et miniaturiste russe, qui a pris la nationalité argentine mais a vécu de très nombreuses années en France.

## Biographie
Né en 1893 à Odessa (actuelle Ukraine) d’une famille juive, André Aaron Bilis commença très jeune ses études de peinture à l’académie impériale des Beaux Arts d’Odessa puis à l’école des Beaux Arts de Paris où il fut l’élève de Cormon. Engagé volontaire en 1914, puis réformé en raison d’un handicap du bras droit (il ne dessinait que de la main gauche) il s’embarque pour l’Argentine en 1915 et prit la nationalité argentine qu’il conserva toute sa vie. 
Il demeura en Amérique du Sud de 1915 à 1928, résidant surtout à Buenos Aires où il fut entre autres collaborateur artistique du journal La Nación et directeur de l’ornementation artistique du Théâtre Colón. Il collabora à L'Album de la victoire en 1920 qui eut un succès considérable dans toute l’Amérique Latine. Il semble avoir eu une renommée importante dans l’art de la miniature comme l'attestent des articles de journaux argentins de l’époque, mais surtout il peint de grandes toiles impressionnistes, dessine et expose beaucoup durant toutes ces années : en Argentine, au Brésil, en Uruguay, au Chili… Il traversa à cheval la cordillère des Andes pour rencontrer à la frontière chilienne les tribus Araucanes et en rapporta des portraits d’indiens reproduits dans de nombreux articles de journaux sud-américains de l’époque.
Après son retour à Paris, André Aaron Bilis retrouva le centre de l’activité artistique de Montparnasse; il connut et dessina Chagall, Fujita, Vlaminck, fréquenta Modigliani, Zadkine, Mané-Katz… A.Bilis collabora au centenaire de la revue des Deux-Mondes en 1929. L’année suivante il fait sa première exposition parisienne à la galerie Charpentier de 40 portraits (dont celui de Paul Valéry) et 10 études. Il exposa ensuite au salon d’automne, au salon des Indépendants, à la galerie du Journal, chez Bernheim, au musée St Raymond de Toulouse et dans diverses villes de France. Il organisa d’importantes expositions artistiques et culturelles en Espagne, au Portugal, au Maroc en montrant les portraits de plusieurs de nos grandes figures contemporaines auxquels s’ajoutaient ceux des personnalités des pays qui le recevaient. Il reçut en 1960 de l’Espagne la croix de commandeur de l’ordre d’Isabelle la Catholique et fut par la suite décoré Chevalier de la légion d’honneur, Médaille d’Argent de la ville de Paris, Officier des palmes académiques et Médaille d’or du salon.
André Aaron Bilis est décédé en avril 1971 à Porto au Portugal, en pleine activité entre deux expositions de Porto à Séville. Il repose au cimetière de Montmorency.

## Œuvres
Dès 1915, et durant toute sa période Argentine, A. Bilis a peint des toiles impressionnistes souvent de grande taille. Elles représentent pour la plupart des paysages d'Amérique du Sud mais certaines plus récentes ont pour thème des paysages français tels que ceux de l’Ariège et des Pyrénées. Au cours de son séjour en Amérique du Sud il a aussi été particulièrement reconnu pour ses miniatures. 
André Aaron Bilis a effectué tout au long de sa carrière une grande quantité d'œuvres au fusain et a dessiné plus de 2000 personnalités françaises et étrangères dans les domaines les plus divers de la notoriété, des inventeurs ou savants comme Branly, Louis Lumière, Francis Perrin, François Jacob, André Lwoff, Jacques Monod, Paul Pelliot, des hommes politiques ou militaires comme Lyautey, Leclerc ou Coty, des artistes peintres ou sculpteurs comme Vlaminck, Dunoyez de Segonzac, Janniot, des écrivains comme Jean Rostand, Paul Valéry, Paul Claudel, André Malraux, François Mauriac, André Gide, Oscar Vladislas de Lubicz-Milosz, des musiciens comme Richard Strauss, Prokofieff, des artistes de variétés comme Fernandel, Jacques Brel, Amalia Rodrigues.
Il a été le dessinateur attitré de la Comédie Française et des œuvres de lui se trouvent dans la bibliothèque de la Comédie Française, dans celle du collège de France, au cabinet des Estampes du Louvre.
Pour grouper ses portraits par série A. Bilis fit éditer « L’Album du Palais » suivi de celui des « Médecins de Paris » et plus tard les « Figures médicales de France ».